# Ferenc Kölcsey
Ferenc Kölcsey (Sződemeter (danas Săuca, Rumunjska), 8. kolovoza 1790. – Szatmárcseke, 23. kolovoza 1838.) je mađarski pjesnik, krtitičar, političar i reformator jezika. Napisao je mađarsku nacionalnu himnu 1823. godine.

## Život
Još kao dijete oslijepio je na lijevo oko. 14 godina se školova u Debrecenu, potom je se bavio književnim radom u Pešti, no većinu života je proživio na selu što ga je činilo depresivnim i nezadovoljnim. Nikad se u potpunosti nije preselio u Peštu i posvetio književnom radu kako je htio.

## Djelo
U mladosti je čitao djela francuskog prosvjetiteljstva koje je, uz Kanta i Goethea, jako utjecalo na njegov kasniji rad. Postao je teorijski najspremniji i misaono najdublji član čitavog pokreta mađarskog romantizma. Dao je doprinos teoriji, estetskim principima i povijesnom shvaćanju romantizima. Velika je njegova zasluga to što su liriku prožele suvremene političke i idejne borbe i što je dospjela pod vlast rodoljubnog nadahnuća.
U počecima njegovog rada družio se s Kazinczyjem od kojeg je naučio o vrijednosti klasicizma. Vjerovao je u apsolutnu ljepotu po klasičnom uzoru. To se ostvaruje u formi, visokoj književnoj razini jezika Kölcseyjeve lirike. Njegova poezija nije harmonična i mirna jer je on sam konfliktna ličnost s obzirom na visoke književne i političke težnje i prizemnu stvarnost.
U prvom razdoblju njegova lirika je bestjelesna i nematerijalna, izražava idealistički zanos oduševljenog mladića i želju za apstraktnim, uzvišenim vrijednostima.
Njegova rodoljubna lirika je veliki preokret. Prije njega rodoljubna poezija je bila uglavnom slavljenje prošlosti i oplakivanje sadašnjosti, dok je njegova poezija izjava ljubavi patriotizmu. Kako on sazrijeva kao ličnost tako mu rodoljubna poezija postaje politička i suvremena, ponekad i radikalna. 
1823. nastaje "Himnusz", koja kasnije postaje mađarska nacionalna himna. Po karakteru i formi to je molitva. Glavni motivi su žaljenje i preživljavanje gubitka te tragična sudbina nacije. Oživljava kolektivno nacionalno osjećanje krivice i završava se tonovima potpunog beznađa. 
Kasnije se okreće narodnoj poeziji i 1826. nastaje fundamentalno teorijsko djelo „Nacionalna baština“ u kojem on razlaže povijenu filozofiju književnosti, prvenstveno mađarske književnosti, na osnovama romantizma. Otkrivanjem tradicija, primjenom romantičke ideje o organskom razvitku, Kölcsey desetljećima unaprijed pokazuje razvojni put poezije.

##### Najznačajnija djela:
- Vanitatum Vanitas 1823.
- Himnusz 1823., molitva
- Nemzeti Hagyományok 1826.
- Huszt 1831., epigram

## Himna
1844. postaje mađarska nacionalna himna, uglazbio ju je Ferenc Erkel.